# Aquis albida
Aquis albida är en fjärilsart som beskrevs av Walker 1864. Aquis albida ingår i släktet Aquis och familjen trågspinnare. Inga underarter finns listade i Catalogue of Life.